# Calyptomerus dubius
Calyptomerus dubius là một loài bọ cánh cứng trong họ Clambidae. Loài này được Marsham miêu tả khoa học đầu tiên năm 1802.

## Hình ảnh

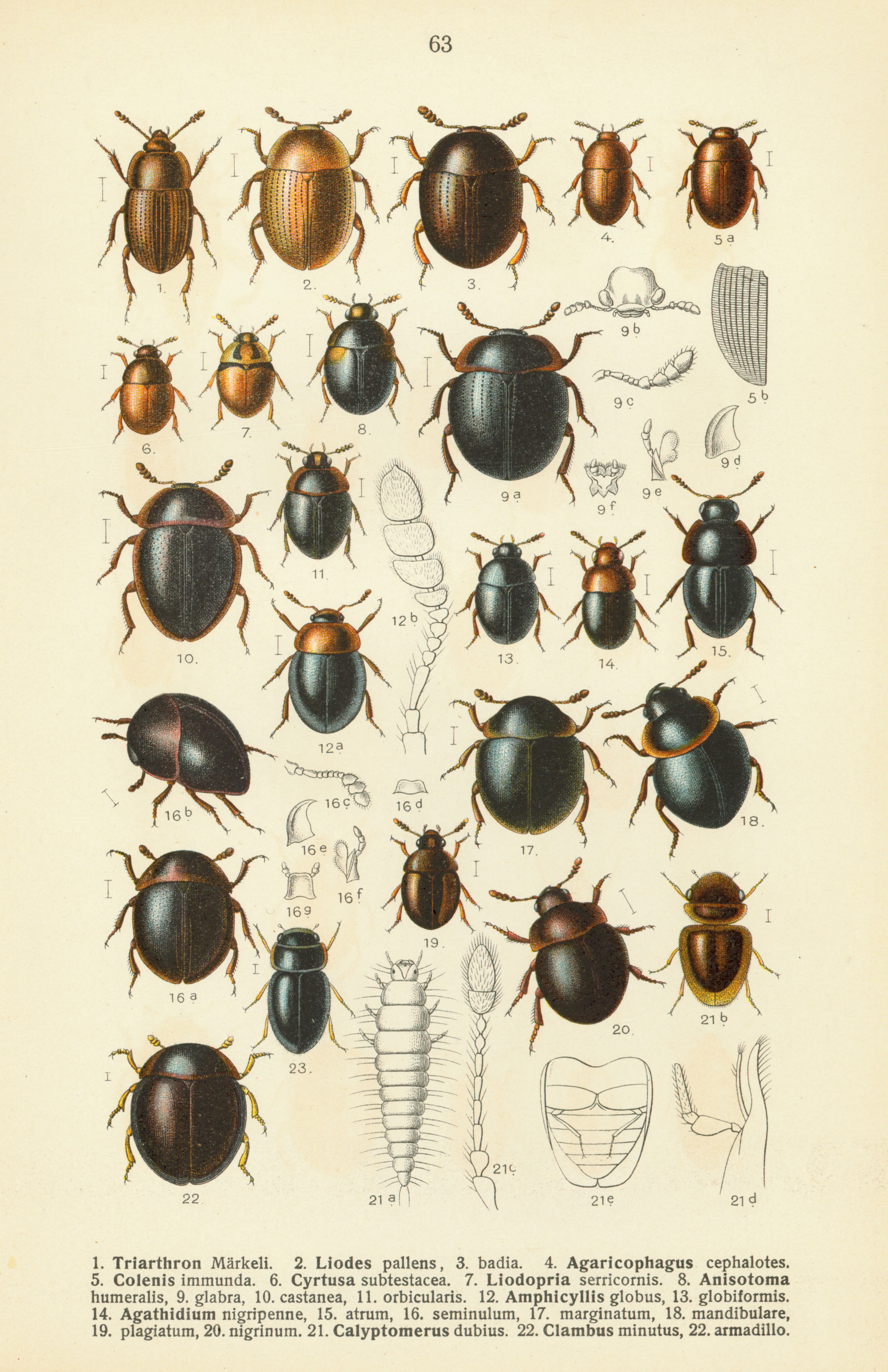